# Lizzie Armitstead
Elizabeth Mary Armitstead –conhecida como Lizzie Armitstead– (Otley, 18 de dezembro de 1988) é uma desportista britânica que compete no ciclismo na modalidade de estrada, pertencendo à equipa Boels Dolmans desde o ano 2013; ainda que também disputou carreiras de pista, onde foi especialista nas provas de perseguição por equipas, pontuação e scratch. É a campeã mundial de estrada do ano 2015 e campeã mundial em pista do ano 2009 em perseguição por equipas.
Participou em dois Jogos Olímpicos de Verão, obtendo em Londres 2012 uma medalha de prata na prova de rota feminina e o 10.º lugar na contrarrelógio, e em Rio de Janeiro 2016 o 5.º lugar em estrada.
Em estrada obteve três medalhas no Campeonato Mundial de Ciclismo em Estrada, nos anos 2015 e 2016. Além de uma vitória de etapa no Tour de l'Aude Feminino de 2010.
Ganhou cinco medalhas no Campeonato Mundial de Ciclismo em Pista, nos anos 2009 e 2010.
Em setembro de 2016 casou-se com o também ciclista profissional Philip Deignan, do que tomou seu apelido, se chamando a partir daí Elizabeth Deignan.

## Trajectória desportiva

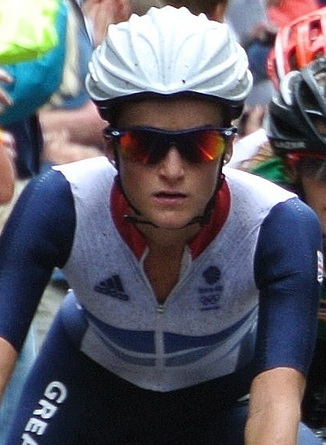
Armitstead na prova em estrada dos Londres 2012, onde acabou segunda.

Após obter algumas medalhas internacionais no pista e ganhar algumas carreiras amador de estrada, em 2009 uniu-se à equipa Lotto-Belisol, com o que começou a disputar carreiras profissionais com certa regularidade, cosechando boas postos como o 14.º no Tour de l'Aude, o 15.º no Giro d'Italia Feminino e o terceiro no Tour Cycliste Féminin International de l'Ardèche. Esses resultados não passaram despercebidos pelas melhores equipas e foi contratada pela Cervélo, no que esteve dois anos.
Depois do desaparecimento da Cérvelo, Armitstead alinhou para a equipa AA Drink-leontien.nl em 2012, equipa dirigida e financiada pela excorredora Leontien van Moorsel. Nesse ano conseguiu a medalha de prata na prova em estrada dos Jogos Olímpicos de Verão de 2012.
Em 2013 alinhou pela Boels Dolmans, equipa no que permanece na actualidade e que, depois dos contratos de Megan Guarnier e Ellen van Dijk, é um das melhores equipas femininas do mundo. Durante esse primeiro ano na sua nova equipa, fez-se com a Copa do Mundo após ganhar o Boels Rental Tour de Drenthe e ser segunda no Troféu Alfredo Binda-Comune di Cittiglio, o Volta à Flandres e a Flecha Valona.

## Medalheiro internacional

### Ciclismo em estrada
| Jogos Olímpicos    | Jogos Olímpicos            | Jogos Olímpicos  | Jogos Olímpicos            |
| Ano                | Lugar                      | Medalha          | Competição                 |
| ------------------ | -------------------------- | ---------------- | -------------------------- |
| 2012               | Londres ( Reino Unido)     | Medalha de prata | Rota                       |
| Campeonato Mundial |                            |                  |                            |
| Ano                | Lugar                      | Medalha          | Competição                 |
| 2015               | Richmond ( Estados Unidos) | Medalha de ouro  | Rota                       |
| 2015               | Richmond ( Estados Unidos) | Medalha de prata | Contrarrelógio por equipas |
| 2016               | Doha ( Catar)              | Medalha de ouro  | Contrarrelógio por equipas |

### Ciclismo em pista
| Campeonato Mundial | Campeonato Mundial    | Campeonato Mundial | Campeonato Mundial      |
| Ano                | Lugar                 | Medalha            | Competição              |
| ------------------ | --------------------- | ------------------ | ----------------------- |
| 2009               | Pruszków ( Polónia)   | Medalha de ouro    | Perseguição por equipas |
| 2009               | Pruszków ( Polónia)   | Medalha de prata   | Scratch                 |
| 2009               | Pruszków ( Polónia)   | Medalha de bronze  | Pontuação               |
| 2010               | Ballerup ( Dinamarca) | Medalha de prata   | Perseguição por equipas |
| 2010               | Ballerup ( Dinamarca) | Medalha de prata   | Omnium                  |

## Palmarés

### Pista
- 2006 (como amador)[7]
- Campeonato do Reino Unido Scratch
- 2007
  - 2.ª no Campeonato Europeu Pontuação sub-23
- Campeonato Europeu Scratch sub-23
- 2008
- Campeonato Europeu Perseguição por Equipas sub-23 (fazendo equipa com Katie Colclough e Joanna Rowsell) 
  - 2.ª no Campeonato Europeu Pontuação sub-23
- Campeonato Europeu Scratch sub-23 [8]
- Seis Dias de Ámsterdam (fazendo casal com Alexandra Greenfield)
- Manchester Pontuação
- Manchester Scratch
- Manchester Perseguição por Equipas (fazendo equipa com Katie Colclough e Joanna Rowsell)
- Melbourne Scratch
- Melbourne Perseguição por Equipas (fazendo equipa com Katie Colclough e Joanna Rowsell)
- 2009
- Campeonato do Reino Unido Pontuação
- København Scratch
- København Perseguição por Equipas (fazendo equipa com Katie Colclough e Joanna Rowsell)
- Campeonato Mundial Perseguição por Equipas (fazendo equipa com Wendy Houvenaghel e Joanna Rowsell)  
  - 2.ª no Campeonato Mundial Scratch 
  - 3.ª no Campeonato Mundial Pontuação
- Campeonato do Reino Unido Scratch
- Campeonato do Reino Unido Perseguição por Equipas (fazendo equipa com Wendy Houvenaghel e Joanna Rowsell)
- Ranking UCI Scratch
- 2010
  - 2.ª no Campeonato Mundial Perseguição por Equipas (fazendo equipa com Wendy Houvenaghel e Joanna Rowsell) 
  - 2.ª no Campeonato Mundial Omnium
- 2011
- Campeonato do Reino Unido Pontuação
- Pequim Pontuação
- Campeonato do Reino Unido Scratch
- 2012
- Revolution Séries de Manchester Perseguição por Equipas
- 2012
- Revolution Séries de Manchester Pontuação

### Estrada
- 2009
  - 1 etapa do Tour Cycliste Féminin International de l'Ardèche
  - 2.ª no Campeonato do Reino Unido em Estrada
- 2010
  - 1 etapa do Tour de l'Aude Feminino
  - 2.ª no Campeonato do Reino Unido em Estrada 
  - 1 etapa do La Route de France Féminine
  - 3 etapas do Tour Cycliste Féminin International de l'Ardèche
- 2011
  - 1 etapa do Tour da Ilha de Chongming
- Campeonato do Reino Unido em Estrada  
  - 1 etapa do Tour de Thüringe Feminino
- 2012
- Omloop van het Hageland
  - 2.ª no Campeonato do Reino Unido em Estrada 
  - 2.ª no Campeonato Olímpico em Estrada
- 2013
  - 2.ª no Campeonato do Reino Unido em Estrada
- Campeonato do Reino Unido em Estrada
- 2014
- Omloop van het Hageland
- Boels Rental Tour de Drenthe
  - 1 etapa do Tour de Thüringe Feminino
- Copa do Mundo
- 2015
- Tour de Catar Feminino, mais 2 etapas
- Troféu Alfredo Binda-Comune di Cittiglio
- Boels Rental Hills Classic
- Parx Casino Philly Cycling Classic
  - 1 etapa do The Friends Life Women's Tour
- Campeonato do Reino Unido em Estrada
- Grande Prêmio de Plouay-Bretanha
- Copa do Mundo
- Campeonato Mundial em Estrada  
  - 2.ª no Ranking UCI
- 2016
- Omloop Het Nieuwsblad
- Strade Bianche
- Troféu Alfredo Binda-Comune di Cittiglio
- Volta à Flandres
- Boels Rental Hills Classic
- The Women's Tour, mais 1 etapa
  - 3.ª no UCI World Tour Feminino
- 2017
- Tour de Yorkshire feminino
- Campeonato do Reino Unido em Estrada
- Grande Prêmio de Plouay-Bretanha
- 2019
- The Women's Tour, mais 1 etapa

## Resultados em Grandes Voltas e Campeonatos do Mundo
Durante a sua carreira desportiva tem conseguido os seguintes postos nas Grandes Voltas femininas e nos Campeonatos do Mundo em estrada:
| Carreira           | 2007 | 2008 | 2009 | 2010 | 2011 | 2012 | 2013 | 2014 | 2015 | 2016 | 2017 | 2018 | 2019 |
| ------------------ | ---- | ---- | ---- | ---- | ---- | ---- | ---- | ---- | ---- | ---- | ---- | ---- | ---- |
| Giro d'Italia      | -    | -    | 15.ª | -    | Ab.  | Ab.  | -    | -    | Ab.  | Ab.  | 45.ª | -    | -    |
| Tour de l'Aude     | -    | -    | 14.ª | 24.ª | X    | X    | X    | X    | X    | X    | X    | X    | X    |
| Grande Boucle      | -    | -    | -    | X    | X    | X    | X    | X    | X    | X    | X    | X    | X    |
| Mundial em Estrada | -    | 41.ª | 27.ª | 9.ª  | 7.ª  | -    | 19.ª | 7.ª  | 1.ª  | 4.ª  | 42.ª | -    | 31.ª |

-: não participa

Ab.: abandono

X: edições não celebradas

## Equipas
- Global Racing Team (2007)[9]
- Team Halfords Bikehut (2008)
- Lotto-Belisol Ladies Team (2009)
- Cervélo (2010-2011)
  - Cervélo Test Team (2010)
  - Garmin-Cervélo (2011)
- AA Drink-leontien.nl Cycling Team (2012)
- Boels-Dolmans (2013-2018)
- Trek-Segafredo Women (2019-2020)